# Hipòcrates d'Esparta
Hipòcrates d'Esparta (en llatí Hippocrates, en grec antic Ἱπποκράτης) fou un militar espartà que es menciona per primer cop quan va ser enviat amb Epícles a Eubea per incorporar-se a la flota d'Hegesàndrides, després de la derrota de Míndar a Cinossema l'any 411 aC.
Va anar amb Hegesàndrides cap a l'Hel·lespont on va ser nomenat segon en el comandament (ὲπιστυγεύς) de Mindar. Després de la decisiva derrota de Cízic del 410 aC, Hipòcrates va assumir el comandament a causa de la mort de Mindar i va escriure una carta a Esparta on deia: "La nostra bona fortuna s'ha acabat; Mindar ha mort; els homes tenen gana; no sabem què fer".
Cratesípides va ser enviat a l'Hel·lespont a agafar el comandament, i Hipòcrates sembla que va ser nomenat governador o harmost de Calcedònia. Quan Alcibíades i Tràsil van atacar aquesta ciutat l'any 408 aC, va presentar batalla als atenencs però en va sortir derrotat i va morir.